# Englewood (Florida)
Englewood ist ein census-designated place (CDP)  in den Countys Charlotte und Sarasota im US-Bundesstaat Florida mit 20.800 Einwohnern (Stand: 2020).

## Geographie
Englewood liegt rund 33 km westlich von Punta Gorda an der Lemon Bay, einer Lagune an der Küste des Golfs von Mexiko. Durch den CDP, der von der Florida State Road 776 gekreuzt wird, verläuft die Grenze zwischen den Countys Sarasota und Charlotte. Englewood befindet sich etwa 120 km südlich von Tampa.

## Religionen
In Englewood gibt es derzeit 31 verschiedene Kirchen aus 17 verschiedenen Konfessionen. Unter den zu einer Konfession gehörenden Kirchen ist die Baptistengemeinde mit 4 Kirchen am stärksten vertreten. Es gibt 4 zu keiner Konfession gehörende Kirchen (Stand: 2004).

## Demographische Daten
Laut der Volkszählung 2010 verteilten sich die damaligen 14.863 Einwohner auf 10.942 Haushalte. Die Bevölkerungsdichte lag bei 582,9 Einw./km². 97,1 % der Bevölkerung bezeichneten sich als Weiße, 0,3 % als Afroamerikaner, 0,2 % als Indianer und 0,7 % als Asian Americans. 0,6 % gaben die Angehörigkeit zu einer anderen Ethnie und 1,0 % zu mehreren Ethnien an. 2,5 % der Bevölkerung bestand aus Hispanics oder Latinos.
Im Jahr 2010 lebten in 9,8 % aller Haushalte Kinder unter 18 Jahren sowie 60,6 % aller Haushalte Personen mit mindestens 65 Jahren. 58,5 % der Haushalte waren Familienhaushalte (bestehend aus verheirateten Paaren mit oder ohne Nachkommen bzw. einem Elternteil mit Nachkomme). Die durchschnittliche Größe eines Haushalts lag bei 1,89 Personen und die durchschnittliche Familiengröße bei 2,34 Personen.
9,8 % der Bevölkerung waren jünger als 20 Jahre, 8,9 % waren 20 bis 39 Jahre alt, 23,4 % waren 40 bis 59 Jahre alt und 57,6 % waren mindestens 60 Jahre alt. Das mittlere Alter betrug 64 Jahre. 47,6 % der Bevölkerung waren männlich und 52,4 % weiblich.
Das durchschnittliche Jahreseinkommen lag bei 38.433 $, dabei lebten 12,2 % der Bevölkerung unter der Armutsgrenze.
Im Jahr 2000 war Englisch die Muttersprache von 94,72 % der Bevölkerung, spanisch sprachen 2,29 % und 2,99 % hatten eine andere Muttersprache.

## Sehenswürdigkeiten
Das Hermitage-Whitney Historic District und der Lemon Bay Woman’s Club sind im National Register of Historic Places gelistet.

## Schulen
- Englewood Elementary School
- Lemon Bay High School
- Heritage Christian Academy

## Kliniken
- Englewood Community Hospital

## Strände
- Manasota Beach
- Blind Pass Beach
- Englewood Public Beach
- Stump Pass Beach